# Шепчущий во тьме
«Ше́пчущий во тьме» (англ. The Whisperer in Darkness), в других переводах «Шепчущий из тьмы», «Шепчущий в ночи», «Шёпот во мраке», «Шёпоты во мраке» — повесть американского писателя Говарда Филлипса Лавкрафта, написанная в период с февраля по сентябрь 1930 года. Впервые была опубликована в журнале «Weird Tales» в августе 1931 года. «Шепчущий во тьме» относится к циклу «Мифы Ктулху». Наряду с рассказом «Цвет из иных миров» (1927), повесть совмещает в себе элементы ужасов и научной фантастики. В повести описаны Ми-Го — раса летающих инопланетян.

## Сюжет
Рассказ идёт от лица Алберта Н. Уилмарта, американского фольклориста и преподавателя литературы в Мискатоникском университете Аркхема, штат Массачусетс. После сообщений в прессе о том, что вследствие небывалого наводнения в штате Вермонт, случившегося 3 ноября 1927 года, многие местные жители якобы видели в реках тела странных существ, похожих на крабов. Уилмарт оспаривает правдивость информации и относится  к слухам скептически. Он пытается доказать, что эти истории пошли из старых местных легенд о неких Крылатых — летающих существах, будто бы, обитающих в горах Новой Англии, и похищающих людей, посмевших приблизиться к их территории.
Газеты печатают историко-мифологические очерки Уилмарта о Крылатых. Вскоре после этого, Алберт получает письмо от некоего Генри Уэнтуорта Экли — одинокого учёного, живущего на ферме близ городка Тауншенд (округ Уиндем, штат Вермонт), у подножия Чёрной горы (англ. Dark Mountain). Экли сообщает, что имеет неопровержимые доказательства, которые убедят Уилмарта в неправоте его скептических заключений. Легенды индейцев племени пеннакук рассказывают о том, что Крылатые прилетели со звёзд, и Экли утверждает, что это чистая правда: они способны летать в межзвёздном пространстве и занимаются добычей в горах Вермонта редких минералов. В Гималаях они известны под названием Ми-Го. Ми-Го — ярко-розовые крабообразные существа, пяти футов в длину, с твёрдой чешуёй, парой крыльев-мембран, и множеством конечностей, а грудь, шею, и голову им заменяют плотные овальные кольца, унизанные крошечными щупальцами. Ми-Го имеют тайные поселения в других частях планеты, они скрываются среди людей и тайно изучают нас. Ми-Го могли бы завоевать Землю, но это им не нужно. Однако, они ревностно защищают свои тайны, даже, используя человеческих агентов для сбора информации.
Между Экли и Уилмартом завязывается оживлённая переписка. Уэнтуорт присылает Алберту по почте фотографии следов Крылатых и фонографическую запись их разговоров во время ритуала в лесу. Голоса Ми-Го на пластике звучали жужжащими и отвратительными. Всё это выглядит настолько устрашающе-правдоподобно, что Уилмарт начинает понемногу верить Экли. Вскоре Уэнтуорт выясняет, что Крылатые серьёзно заинтересовались им, они следят за его домом, а их агенты стали перехватывать письма, которые он отправил Уилмарту. Экли отправил Уилмарту инопланетного вида Чёрный камень, но агенты Ми-Го выкрали посылку из поезда, чтобы скрыть вещественные доказательства существования инопланетян. Особенно Экли докучал Уолтер Браун, живущий по соседству фермер, тоже завербованный агент Ми-Го. Несколько раз дом Экли обстреляли ночью из огнестрельного оружия, убив его собак, и перерезав электрические провода. В одну ночей он еле отбился от группы нападавших, после чего пропал Браун, который, вероятно, был подстрелен Экли. Затем Экли написал, что его собака загрызла одного из Крылатых и притащила его труп к дому. Экли сфотографировал существо, но когда стал проявлять снимок, то на нём Ми-Го видно не было. Тело же Крылатого испарилось за пару часов. Уилмарт советует Уэнтуорту бежать из дома к сыну, в Сан-Диего. Позднее Экли сообщает, что Ми-Го вступили с ним в контакт и не дадут ему уехать, теперь они хотят забрать Экли на свою планету, но не целиком, а только его разум.
Внезапно, характер посланий Экли кардинальным образом меняется. Обеспокоенный и встревоженный ранее, теперь он пишет, что лучше узнал Крылатых и выяснил, что это более чем миролюбивая раса. Более того, они научили его чудесам, не поддающимся воображению. Он настоятельно призывает Уилмарта приехать к нему домой, взяв с собой все ранее присланные им письма и фотографии. Уилмарт неохотно соглашается, ему кажется пугающе-странной такая разительная перемена, внезапно случившаяся с Экли.
В городке Брэттлборо, на железнодорожном вокзале, Алберта встречает некий Нойес, назвавшийся другом Экли и сообщивший, что Уэнтуорт не смог приехать, потому что заболел. Нойес везет Уилмарта на своей машине на ферму Экли, где Алберт находит хозяина дома в очень истощённом состоянии, неподвижно сидящим в кресле. Экли жалуется на астму и с трудом говорит, что успел разузнать много тайн Ми-Го, намного опередивших человечество в развитии. Тела Ми-Го состоят из форм, чуждых человеческому пространству, а их электроны вибрируют иначе, поэтому невозможно заснять их обычным фотоаппаратом. Ми-Го способны перемещаться в космосе между планетами, без помощи летательных аппаратов, на своих мощных крыльях, развивая скорость выше скорости света, хотя, среди них есть и бескрылые подвиды. Ми-Го прилетели на Землю с планеты Юггот, находящейся в Солнечной системе, где-то за Нептуном (возможно, это Плутон). Там они живут в городах, где здания не имеют окон, так как Ми-Го не нужен свет, поскольку у них другие органы чувств. Но Юггот всего лишь форпост Крылатых и они обитают на многих планетах. Между собой Ми-Го общаются телепатически, но у них есть и вокальные органы, которые после специальной хирургической операции могут дублировать речь любых организмов. Ещё Экли сообщает о том, что Крылатые могут хирургическим путём извлекать человеческий мозг (как, впрочем, и мозг любого другого разумного существа) и помещать его в специальный цилиндр, в котором он может находиться живым бесконечно долго, пока его тело хранится в другом месте. К этому цилиндру подключаются специальные электроды, которые соединяются с аппаратами, дублирующими слух, зрение и речь. Это делается для того, чтобы Крылатые могли брать разум людей в свои космические путешествия, в которых тело человека не выжило бы. Экли признаётся, что дал согласие на такое путешествие и указал на металлический цилиндр со своим именем, стоящий на полке рядом с другими цилиндрами. Уилмарту удаётся даже пообщаться с мозгом некоего человека, уже заключённого в один из цилиндров, под номером В-67.
Наконец, Уилмарт ложится спать, а ночью слышит тревожный разговор между Нойесом и группой Крылатых, которые обговаривают план с их лидером. После, они расходятся, а Алберт пытается разыскать Экли, чтобы поговорить с ним, но неожиданно делает ужасное открытие, после которого бежит с фермы Уэнтуорта, и уезжает на машине Нойеса в Тауншенд, где сразу же обращается в полицию. На следующий день на ферму Экли приезжают полицейские, но дом оказывается пуст, а сам Экли и Нойес бесследно исчезли, как и доказательства внеземного присутствия.
В конце истории Уилмарт вспоминает, что обнаружил тогда в кресле искусно сделанные копии руки и маску лица Экли. Тогда Уилмарт понял, что с ним всё время беседовал не Экли, а один из Крылатых, искусно принявший его облик, а мозг Экли находился в цилиндре на столе. По собственным признаниям, Алберт жалел, что не подключил цилиндр к звуковоспроизводящему аппарату, чтобы услышать истинные мысли Экли и бесценную информацию о случившемся, которая так и осталась нерассказанной Уэнтуортом, прежде чем тот был унесён Ми-Го с планеты Земля.

## Персонажи

### Алберт Уилмарт
- Алберт Н. Уилмарт (англ. Albert N. Wilmarth) — рассказчик, фольклорист и преподаватель литературы Мискатоникского университета. Расследует события, произошедшие после небывалого наводнения в штате Вермонт 3 ноября 1927 года. Роберт Прайс описывает Уилмарта как характерную модель главного героя Лавкрафта: в начале Уилмарт преисполнен блаженного неведения и слишком поздно узнаёт страшную правду, после долгой битвы со своим скептицизмом[11].

Уилмарт упоминается в повести «Хребты Безумия», где рассказчик не без сожаления замечает, что «подолгу беседовал в университете с фольклористом Уилмартом, большим эрудитом, но крайне неприятным человеком». Там же упоминаются «фантастические рассказы друга-фольклориста из Мискатоникского университета о живущих в горах существах, родом из космоса».
В романе Брайана Ламли «Те, кто роет недра» (англ. The Burrowers Beneath) фигурирует организация «Wilmarth Foundation», в Аркхеме, которая ведет борьбу с «Божественным циклом Ктулху», — как называет его сам Ламли.

Уилмарт является главным героем произведения Фрица Лейбера «В Аркхем и к звёздам» (англ. To Arkham and the Stars), действие которого происходит в 1966 году и где он предстаёт профессором 70 лет, руководителем кафедры литературы в Мискатоникском университете. «Стройный и седовласый» с насмешливо-язвительными нотками, из-за которых люди называют его не только «очень» эрудированным, но и «неприятным». Он признаёт поддержание довольно «тесного контакта с жителями Плутона и Юггота». В произведении Уилмарт говорит: «Проведя взрослую жизнь в Мискатонике, понимаешь, что получил полноценное развитие, отличающееся от стадного восприятия воображения и реальности». 

### Генри Экли
- Генри Уэнтуорт Экли (англ. Henry Wentworth Akeley) — фольклорист из Вермонта, известный академик. Друг по переписке Алберта Уилмарта. Его жена умерла в 1901 году, после рождения единственного наследника Джорджа Гудинафа Экли. Отойдя от дел, Экли вернулся в фамильное имение — двухэтажный дом в горах Вермонта. В сентябре 1928 года Уилмарт навещает Экли, после чего он таинственным образом исчезает из своего дома, вероятно, встав жертвой Ми-Го. Тот, кто представился Экли, имел деревенский акцент, более изысканную манеру речи; он жалуется на астму, скрывается от света в темноте и говорит шёпотом — этими же словами Лавкрафт описывает вампира в романе «Случай Чарльза Декстера Варда».

Экли был последним представителем уважаемой семьи здешних старожилов, давшей юристов, администраторов и просвещенных аграриев. В его лице, однако, семейство пережило переход от практических занятий к чистой науке; он был заметен своими успехами в математике, астрономии, биологии, антропологии и фольклоре в университете Вермонта. Ранее я никогда о нем не слышал, и в своих письмах он почти ничего о себе не сообщал; но сразу было видно, что это человек с сильным характером, образованный, с развитым интеллектом, хотя и затворник, не очень искушенный в чисто земных делах.
В рассказе Ричарда Лупоффа «Документы в саквояже Элизабет Экли» (англ. Documents in the Case of Elizabeth Akeley) (1982) автор рассматривает версию, что Экли не пал жертвой Ми-Го, как многие считают, а присоединился к ним добровольно. Лупофф также предполагает, что Генри Экли является незаконнорождённым сыном главы вермонтской секты «Церкви Звёздной Мудрости» (англ. Starry Wisdom Church) — Абеднего Экли (англ. Abednego Akeley) и его служанки Сары Филлипс (англ. Sarah Phillips).

### Нойес
- Нойес (англ. Noyes) — агент Ми-Го, сектант, участвовал в шабаше в лесу. Экли записал его голос на восковую пластинку. Весьма загадочная личность. Молодой мужчина, «явно городской житель, модно одетый, с маленькими чёрными усиками», в его речи заметны «бостонские нотки»[17]. Встретил Уилмарта на станции Брэттлборо, а после исчез вместе со всеми уликами.

### Джордж Экли
- Джордж Гудинаф Экли (англ. George Goodenough Akeley) — сын Генри Экли. Переехал в Сан-Диего после выхода отца на пенсию.

В рассказе Фрица Лейбера «Глубинный ужас» (англ. The Terror From the Depths) (1976), Экли консультировался в своём доме, в Сан-Диего, у профессора Алберта Уилмарта.
В рассказе «Документы в саквояже Элизабет Экли» (англ. Documents in the Case of Elizabeth Akeley) (1982) Экли, вдохновлённый проповедницей Эмми МакФерсон, основал секту под названием «Братство Духовного Света» и стал её духовным лидером. После его смерти духовным лидером секты стала его внучка Элизабет Экли.
Известно, что в 1928 году Лавкрафт отправился в путешествие по сельскому Вермонту с человеком по имени Артур Гудинаф (англ. Arthur Goodenough). Во время прогулки они встретили местного фермера с именем, которое имеет поразительное сходство со злополучным персонажем повести Лавкрафта — Берт Дж. Экли (англ. Bert G. Akley).

### Браун
- Уолтер Браун (англ. Walter Brown) — сосед Экли, по мнению Экли — он преследовал его и являлся агентом Ми-Го.

Уолтер Браун жил один на склоне холма, рядом с густым лесом. Слонялся праздно шатающимся в кварталах Брэттлборо, Беллоус-Фоллс, Ньюфейна, Южного Лондонберри. Неизвестно зачем он появллся в этих городских уголках. Браун встречался в лесу с чудовищами и сам Экли узнал там его голос. Экли замечал у дома Брауна отпечатки когтей, которые были повернуты к отпечаткам самого Брауна. Следы когтей сопровождали следы Брауна, которые вёл за собой чудовищ.
Однако, Экли пришёл к выводу, что человеческий голос на пластинке принадлежит не Брауну, а «человеку с более высоким культурным уровнем» (возможно, Нойесу). Экли заметил у своего дома следы Брауна вместе со следами двух других человек. После ночной перестрелки, вероятно, Браун был ранен и впоследствии ликвидирован агентами Ми-Го.

### Давенпорт
- Эли Давенпорт (англ. Eli Davenport) — фольклорист в Вермонте, автор чрезвычайно редкой книги «Монография Эли Дэвенпорта», в которой описаны легенды в значительной степени забытый нынешним поколением и, очевидно, отражающие влияние ещё более ранних индейских сказок. В его книге собраны материалы, устно полученные до 1839 года от старейших жителей штата.

### Ми-Го
- Ми-Го (англ. Mi-Go) — аномальные существа из Иного измерения, их называют «Крылатые», «Эти самые» (англ. Those Ones), «Древние» (англ. The Old Ones), но сами себя они называют «Внешние» (англ. Outer Ones). Похожи на крабов или ракообразных, примерно 1,5 метра длиной, тела покрыты панцирем, у них много пар конечностей, на спине находятся широкие плавники, напоминающие перепончатые крылья, — как у летучих мышей; на месте головы находится нечто изогнутое и яйцеобразное, увенчанное множеством коротких усиков-антенн и щупальцами. В рассказе «Из глубин мироздания» Лавкрафт называет невидимых пришельцев из Иного измерения «Эти существа».

Лавкрафт впервые приводит столь детальное описание пришельцев. Лавкрафту не нравились слишком человеческие изображения пришельцев в других художественных произведениях и он хотел создать поистине инопланетную форму жизни. Лавкрафт подчеркнул некоторые детали описания пришельцев от Эштона Смита, его друга, писателя и художника, который изображал лунные пейзажи и существ, похожих на растения или грибы.
Ми-Го населяют весь космос, по отношению к ним, все остальные формы жизни всего лишь их же вырожденные ветви. Ми-Го в большей степени растения, чем животные. Они имеют своего рода губчатую структуру. Тип их строения является чуждым для нашей части космоса — с электронами, обладающими иным уровнем вибрации, поэтому они не могут быть запечатлены на фотопленке. Ми-Го могут перемещаться в межзвездном пространстве, хотя, некоторым из подвидов нужна для этого хирургическая операция. Их мощные крылья способны сопротивляться эфиру в космосе. Интеллектуальные способности их мозга превосходят все формы жизни, владеют телепатией.

## Второстепенные имена и образы
- Абдул Альхазред (англ. Abdul Alhazred) — мистик, автор «Некрономикона».
- Профессор Декстер (англ. Professor Dexter) — преподаватель зоологии в Мискантоникском университете. Персонаж по фамилии Декстер появляется в рассказе «Заброшенный дом» и романе «Случай Чарльза Декстера Варда».
- Стенли Адамс (англ. Stanley Adams) — псевдоним агента Ми-Го, у него был такой монотонный голос, что он им буквально усыпил клерка в поезде.
- Кларкаш-Тон (англ. Klarkash-Ton) — Верховный жрец Атлантиды. Имя является анаграммой к Кларк Эштон Смит.
- Доэлы (англ. Doels) — неведомые существа. Возможно, похожи на Бхолов (англ. Bholes) из повести «Сомнамбулический поиск неведомого Кадата».
- Гончие псы Тиндала (англ. Hounds of Tindalos) — создатель Фрэн Белнап Лонг, впервые описавший этих жутких существ в рассказе «Псы Тиндала» (1929).
- Н'ян-Ктхун (англ. N’gah-Kthun) — один из инопланетян или запертый в цилиндре разум.

Экли приводит перевод иероглифов с инопланетного Чёрного камня, где упоминается ряд мифологических имен и названий:

Я столкнулся с именами, которые встречал ранее лишь в контексте самых зловещих предположений: Юггот, Великий Ктулху, Тсатхоггуа, Йог-Сотот, Р’льех, Ньярлатотеп, Азатот, Хастур, Йан, Ленг, Озеро Хали, Бетмура, Жёлтый Знак, Л’мур-Катулос, Бран и Магнум Инноминандум — и был перенесён назад через безвестные эпохи и непостижимые измерения к мирам Древних, внешних сущностей, о которых безумный автор «Некрономикона» лишь смутно догадывался. Мне рассказывали о ямах первобытной жизни и о потоках, вытекавших из них; и, наконец, о крошечной речушке одного из тех ручейков, которые запутались с судьбами нашей собственной земли.Оригинальный текст (англ.)I found myself faced by names and terms that I had heard elsewhere in the most hideous of connexions—Yuggoth, Great Cthulhu, Tsathoggua, Yog-Sothoth, R’lyeh, Nyarlathotep, Azathoth, Hastur, Yian, Leng, the Lake of Hali, Bethmoora, the Yellow Sign, L’mur-Kathulos, Bran, and the Magnum Innominandum — and was drawn back through nameless aeons and inconceivable dimensions to worlds of elder, outer entity at which the crazed author of the Necronomicon had only guessed in the vaguest way. I was told of the pits of primal life, and of the streams that had trickled down therefrom; and finally, of the tiny rivulet from one of those streams which had become entangled with the destinies of our own earth.

Большая часть вышеуказанных названий часто фигурирует в «Мифах Ктулху», но некоторые из них узнать сложнее:
- Ктулху (англ. Cthulhu) — Древний бог, упоминается во многих произведениях.
- Тсатхоггуа (англ. Tsathoggua) — Древний бог, впервые появляется в этом произведении.
- Йог-Сотот (англ. Yog-Sothoth) — Древний бог, упоминается во многих произведениях.
- Ньярлатотеп (англ. Nyarlathotep) — Древний бог, упоминается во многих произведениях.
- Азатот (англ. Azathoth) — Древний бог, упоминается во многих произведениях.
- Хастур (англ. Hastur) — Древний бог, впервые упоминается в этом произведении, вероятно, это намек на произведения Амброза Бирса.
- Шуб-Ниггурат (англ. Shub-Niggurath) — Древний бог, «Чёрный козел лесов с тысячным потомством».
- Йиг (англ. Yig) — Древний бог, почитаемый индейскими народами, как отец змей.
- Р’льех (англ. R’lyeh) — мифический затонувший город, где Ктулху спит мертвым сном.
- Юггот (англ. Yuggoth) — вымышленная планета на краю Солнечной системы.
- Йан (англ. Yian) — аллюзия на «жуткий и призрачный город» Йан-Хо (англ. Yian-Ho)[20], лежащий на плато Ленг, что упоминается в рассказе «Врата серебряного ключа». Возможна параллель с вымышленным городом Йан (англ. Yian) из рассказа «Создатель лун» (англ. The Maker of Moons) Роберта Чемберса[21].
- Ленг (англ. Leng) — ледяное плато на севере в Стране снов, впервые описано в рассказе «Полярная звезда».
- Люди Лэнга (англ. Men of Leng) — народ обитающий на плато Ленг.
- Озеро Хали (англ. The Lake of Hali) — Роберт Чамберс в сборнике «Король в жёлтом» описал проклятый город у берега озера Хали, что находится на иной планете, в звёздном скоплении Гиад.
- Бетмура (англ. Bethmoora) — вымышленный город, упоминающийся в одноимённом рассказе Эдварда Дансени[22].
- Жёлтый Знак (англ. Yellow Sign) — знак намекающий на персонажей в произведениях Артура Мэкена.
- Л’мур-Катулос (англ. L'mur-Kathulos) — имя, состоящее из двух частей. Л’мур — возможная отсылка к Лемурии, вымышленному материку, легендарному затонувшему «сухопутному мосту» из Африки в Индию[23]. Катулос — это волшебник из Атлантиды, который является героем рассказа Роберта Говарда «Лик черепа» (англ. Skull Face). Один из поклонников спросил Говарда в письме: «Что если бы Катулос произошёл от Ктулху?» Говард написал об этом в письме Лавкрафту; и ему эта мысль понравилась. Лавкрафт ответил, что, возможно, он использует идею в будущих мифах[24]. В рассказе «Зов Ктулху» упоминается книга Уильяма Скотта-Эллиота «Атлантида и потерянная Лемурия», что косвенно говорит в пользу этой версии.
- Бран (англ. Bran) — британское языческое божество (Бран Благословенный). Однако, в данном контексте Лавкрафт, возможно, имел в виду Брана Мак Морна, последнего короля пиктов, фигурирующего в произведениях Роберта Говарда, написанных в жанре героического фэнтези[25].
- Магнум Инноминандум (лат. Magnum Innominandum) — выражение, переводящееся с латыни как «Тот, чьё имя не может быть названо» (англ. Not-to-be-named)[26].
- Живущий в заливе (англ. He in the Gulf) — божество в творчестве Кларка Эштона Смита.

### Авторы, писатели и художники упоминаемые в повести
Чарльз Форт (англ. Charles Fort), Тайлор (англ. Tylor), Люббок (англ. Lubbock), Фрейзер (англ. Frazer), Куатрефейджес (англ. Quatrefages), Мюррей (англ. Murray), Осборн (англ. Osborn), Кейт (англ. Keith), Буле (англ. Boule), Дж. Эллиот Смит (англ. G. Elliot Smith), Мильтон (англ. Milton), Эйнштейн (англ. Einsteinian), Содома (англ. Sodoma), Леонардо (англ. Leonardo), Данте (англ. Dante), По (англ. Po), Тао (англ. Tao), Рембо (англ. Rimbaud), Доре (англ. Doré).

## Вдохновение
Роберт Прайс утверждает, что упоминание в повести Артура Мэкена отнюдь неспроста.
Фольклорист поначалу не принимает всерьёз тех, кто верит в существование чудовищ в горах Вермонта, называя их «просто романтиками, которые неотступно пытаются перенести в реальную жизнь фантастические сказания о затаившемся „маленьком народце“, что стали популярными благодаря произведениям Артура Мэкена». Прайс считает, что таким образом Лавкрафт признаёт, что взял за основу рассказ Мэкена «Роман о чёрной печати» (англ. The Novel of the Black Seal, 1895). Прайс пишет:

«Я бы даже сказал, [Лавкрафт] по сути, создал заново новую версию рассказа Мэкена. В обоих случаях мы читаем о профессоре, исследователе старины, который отправляется в опасную экспедицию в неизведанный район зловещих куполовидных холмов, следуя своим профессиональным интересам, которые многие сочли бы за суеверия. Его влечет Чёрный камень с любопытным символами, похожий на наследие древней дочеловеческой расы, ныне скрывающейся среди этих таинственных холмов… Лавкрафт разделил роль мэкеновского профессора Грегга между профессором Уилмартом и фильклористом Экли… Именно Экли, а не профессор, в конце исчезает в когтях древней расы. Уилмарт остаётся, чтобы досказать историю, — как мисс Лалли у Мэкена».
Оригинальный текст (англ.)I would go so far as to make essentially a rewriting, a new version of Machen's. In both cases we have a professor, an antiquarian, following his avocational interests in what most would dismiss as superstition on a dangerous expedition into a strange region of ominous domed hills. He is lured by a curiously engraved black stone which seems a survival from an elder prehuman race now hidden in those mysterious hills. ... Lovecraft splits the role of Machen's Professor Gregg between Professor Wilmarth and the scholarly recluse Akeley. ... [I]t is Akeley, not the Professor, who eventually disappears into the clutches of the elder race. Wilmarth remains behind to tell the tale, like Machen's Miss Lally.
— Роберт Прайс
Прайс проводит параллели между двумя рассказами, приводя отрывки: где Мэкен задаётся вопросом: «Что, если та незаметная и ужасная раса в холмах ещё сохранилась?…». Лавкрафт намекает на «сокрытую расу чудовищ, таящихся где-то среди дальних холмов». Тогда как Мэкен упоминает «странные фигуры, быстро движущиеся в тростнике на мелководье»; Лавкрафт пишет про «существ, обнаруженных в потоках реки» в результате настоящего наводнения в Вермонте 3 ноября 1927 года. Прайс полагает, что слова Мэкена о людях, «странным образом исчезнувших с лица земли», подтолкнули Лавкрафта представить, что люди были буквально унесены с Земли.
Роберт Прайс и Лин Картер отмечают, что в повести содержатся отсылки к рассказу Роберта Чемберса «Король в жёлтом» (англ. The King in Yellow), некоторые из которых, в свою очередь, тоже были заимствованы у Амброза Бирса. В письме Кларку Эштону Смиту от 24 июня 1927 года Лавкрафт писал, что «Чемберс, должно быть, находился под впечатлением от рассказа Бирса „Обитатель Каракозы“ (англ. An Inhabitant of Carcosa), что был опубликован в его молодости. Но он даже превзошёл Бирса в создании вызывающей содрогание атмосферы ужаса — эдакого смутного, тревожного воспоминания, от которого не хочется прибегать к аппарату памяти слишком рьяно».

## Критика
В 1932 году, в письме о январском выпуске «Weird Tales», писатель Дональд Вандрей похвалил «Шепчущего во тьме», наряду с «Семенами смерти» Дэвида Генри Келлера и рассказами Кларка Эштона Смита. Роберт Вейнберг заявил, что финал повести «Шепчущего во тьме» «предсказуем». Тем не менее, Вейнберг хвалил повесть за «детальное построение», утверждая, что Лавкрафт создал «великолепное произведение, которому не требуется подачек, чтобы стать классикой фантастических ужасов».

## «Мифы Ктулху»
Лавкрафт разработал мифологическую базу о пришельцах, скрывающихся среди людей — эти элементы лежат в основе «Мифов Ктулху». Лавкрафт использует космогонические мифы о пришельцах, сошедших с небес на Землю, чтобы похищать людей и добывать минералы в горах. «Крылатые» известны по индейским мифам племен пеннакук, гуронов и «людей пяти наций». Вермонтцы говорят про «старый народ» и «старшую расу на Земле». Непальцы считают, что Ми-Го — это Снежный человек, скрывающийся во льдах Гималаев. В Уэльсе и Ирландии рассказывают кельтские легенды о «маленьком народе» из лесов и болот, «сокрытом племени троглодитов», «обитателях земляных нор». В Греции упоминаются калликанзары. Уилмарт упоминает «ребенка, подмененного эльфами» — этот миф описан в рассказе «Модель для Пикмана». Лавкрафт описывает вермонтские горы как наиболее подходящее место для приземления Ми-Го и обустройства аванпоста.
Лавкрафт упоминает легенды о потусторонних чудовищах из Мифологии Европы. Пуритане считают Крылатых близкими друзьями Дьявола. Люди идут на зов Ми-Го, манящий их шёпотом в лес — так поступают ведьмы и нечистая сила. Пещеры в горах, леса и каменные круги являются местом колдовских сборищ. Старухи пугают детей подражая жужжащим звукам Крылатых. Ми-Го владеют гипнозом и, возможно, их жужжание должно быть похожим на мелодию из фольклора.
Лавкрафт описывает «Вермонтский ужас» как событие массового психоза или психической эпидемии, — похожее на «Данвичский ужас». Отшельников обвиняют в том, что они продали душу Дьяволу,— похожие случаи Охоты на ведьм происходили в Салеме, Аркхеме и Провиденс (в «Стране Лавкрафта»). Вермонтцы построили дороги в обход ферм, исключающему соседство с областями вблизи Ми-Го, — похожим образом люди поступали в рассказах «Цвет из иных миров» и «Ужас Данвича».

Ми-Го создали «Культ злых людей» (англ. Cult of evil man) для слежки и защиты от агрессивно настроенных людей. Ми-Го похищают ученых в научных или ритуальных целях и помещают мозг в цилиндр, — это похоже на похищение души и одержимость. Их истинные мотивы неизвестны. Число агентов Ми-Го неизвестно. Экли назвал четверых: агента вышедшего на контакт, Брауна, Адамса и Нойеса, который ездил на машине с номерами штата Массачусетс. Уилмарт считает, что их культ связан с «Жёлтым знаком» и Хастуром. Ми-Го отслеживают деятельность Древних богов и сообщают об этом их лидеру. Ми-Го прибыли на Землю в эпоху правления Ктулху, им известен Р'льех и «Подземные миры» в Недрах Земли: К'нян, Йотх, Н'кай, — эти миры описаны в повести «Курган». На грампластинке Уилмарта записан ритуал Ми-Го, на котором звучит имя Ньярлатхотепа: 
Восхвалим Ктулху, Тсатхоггуа и "Того, чье имя не может быть названо". Йа! Шуб-Ниггурат! Настало время Повелителя Леса... Посвящаем "Тому, кто из Бездны", Азатоту... иди среди людей и найди пути, дабы "Живущий в заливе" узнал. Все будет сказано Ньярлатхотепу, Могучему Посланцу. Он примет внешность человека, восковую маску и одежды, что скроют его, и спустится вниз из мира Семи Солнц, и притвориться... 
С. Т. Джоши пишет, что «это кажется намеком на Ньярлатхотепа, замаскированного одеждой и маской под образ Экли (хотя, в этом месте запись прерывается); но если это так, то это означает, что Ньярлатхотеп пребывает в телесной форме грибообразных Ми-Го, а его жужжащий голос был записан на пластинке, которую прослушивал Альберт Уилмарт». Джоши отмечает, что это проблематично, потому что «если Ньярлатхотеп (как назвали его критики) "оборотень", то почему он должен носить лицо и руки Экли, а не просто принять облик Эйкели?». Возможно, Ньярлатхотеп действует через последователя, а его диалоги обычно выделяются сардонической интонацией.
Ми-Го считают, что тайны Вселенной связаны со Страной снов, им известны «Пнакотические манускрипты», «Некрономикон» и мифы «Коммориона» (Кларка Эштона Смита), они поклоняются Ктулху, Тсатхоггуа, «Тому, чье имя не может быть названо», Шуб-Ниггурат. Горы сравнивают с циклопическими останками забытой расы гигантов (англ. Titan race), которые «Живут в редких и глубоких снах» — это легенды из рассказов: «Карающий Рок над Сарнатом», «Безымянный город» и «Зов Ктулху».
Чёрный камень, вероятно, похож на название рассказа «Чёрный камень» (1930) Роберта Говарда.

Ми-Го могут перемещать разум в цилиндре во времени и пространстве, направляя поток мыслей в прошлое — это похоже на технологию Йит из повести «За гранью времён». В рассказе «За стеной сна» Космический скиталец овладевает разумом человека и уверяет его, что после смерти тот превратится в такое же, как и он, существо, — выйдя в свободное состояние сна без сновидений. В повести «Хребты Безумия» Ми-Го воевали со Старцами. Ми-Го описывают других инопланетян: 
Шестеро — грибовидные существа, которые не могут телесно перемещаться в космосе; двое — существа с Нептуна (Господи! Если бы вы только видели, какие у них тела на своей планете!). Остальные же происходят из центральных пещер Тёмной звезды, лежащей по ту сторону Галактики. На аванпосту Круглого Холма есть и другие цилиндры внекосмических веществ мозга, чьи органы чувств отличны от наших, — это союзники и исследователи из самых дальних пределов, из измерения «Извне». 

## «Страна Лавкрафта»
Лавкрафт впервые описывает Вермонт:
Старинного вида мосты выглядывали из складок холмов, как призраки прошлого, а заброшенная железнодорожная линия, бегущая параллельно реке, казалось, источала явственный аромат запустения. Перед нами возникали яркие картины живописных долин, где возвышались огромные скалы; девственный гранит Новой Англии, серый и аскетичный, пробивался через зеленую листву, обрамлявшую вершины гор. В узких ущельях бежали ручьи, до которых не достигали лучи солнца и которые несли к реке бесчисленные тайны пиков, куда не ступала нога человека. От дороги ответвлялись в обе стороны узкие, едва различимые тропы, прокладывавшие свой путь сквозь густые, роскошные чаши лесов, среди первобытных деревьев, которых вполне могли обитать целые армии духов или невидимые обитатели лесов. 
После наводнения Крылатых видели в трёх местах: в районе реки Винуски близ Монтпилиер (англ. Montpelier); в Вэст-ривер (англ. West River), округ Уиндем близ Ньюфэйна; в Пассумпсике (англ. Passumpsic), округ Каледония, что выше Линдонвиля (англ. Lyndonville). Ми-Го появлялись повсюду в округе и много где по миру.
Также упоминаются другие места: Братлборо (англ. Brattleboro), Беллоуз-Фоллз (англ. Bellows Falls), Ньюфэйн (англ. Newfane) и Южный Лондондерри (англ. South Londonderry), Хардвик (англ. Hardwick), Нью-Хэмпшир (англ. New Hampshire), Круглый холм (англ. Round Hill), Болото Ли (англ. Lee’s Swamp), Калифорния, Коннектикут, Ирландия, Шотландия, Греция, Гималаи, Непал, Сан-Диего (англ. San Diego), Бостон (англ. Boston), Кини (англ. Keene), Винчендон (англ. Winchendon), Гринфилд (англ. Greenfield), Фитчбург (англ. Fitchburg), Волтхем (англ. Waltham), Конкорд (англ. Concord), Эйер (англ. Ayer), Гарднер (англ. Gardner), Атол (англ. Athol), Нортфилд (англ. Northfield) гора Вантастикет (англ. Wantastiquet mountain) и другие.
Лавкрафт упоминает Чёрную гору (англ. Dark Mountain), Чёрный лес, Чёрную долину, Чёрную реку, Чёрный камень, Чёрную башню, Чёрную бездну, Тёмную звезду, и наконец Темный Юггот — это указывает на темную магию и шабаш. Похожие называния распространены в фольклоре, например, в упоминутых Уэльских легендах о Короле Артуре.
Юггот относится к «Внутренним мирам» в Солнечной системе:  
Югготе огромные города — гигантские многоярусные сооружения из чёрного камня. Солнце на этой планете светит не ярче звёзд, но тамошние обитатели не нуждаются в свете. Чёрные смоляные реки, текущие под загадочными циклопическими мостами, — построенными ещё более древней расой, изгнанной и забытой. Тамошний тёмный мир грибных садов и городов без единого окна не столь ужасен, как может показаться. 

## Связь с другими произведениями
Лавкрафт использовал слова «Шепчущий во тьме» в романе «Случай Чарльза Декстера Варда», где вампир притворялся другим человеком. В рассказе «Картина в доме» Лавкрафт впервые называет колдуна «Шепчущий». В рассказе «Безымянный город» старики шёпотом рассказывают легенды.
В рассказе «Из глубин мироздания» ученый изобрел устройство, что подключается к мозгу человека и позволяет увидеть существ из измерения «Извне», а также встречается фраза «Потусторонние существа всё время наблюдают за нами».
В рассказе «Цвет из иных миров» в Аркхеме упал метеорит, внутри которого был пришелец из Иного измерения, невидимый для людей, после чего фермеры находят жуткие следы и умирают.
В рассказе «Праздник» некая сущность из Загробного мира или дух умершего, маскировался под человека, используя восковую маску и перчатки.
В повести «Хребты Безумия» описана история Старцев, которые первыми заселили Землю, их войны с Ми-Го и другими пришельцами, а также строительство городов в «Недрах Земли».
В повести «Сомнамбулический поиск неведомого Кадата» описана Страна снов и пещеры, чьи входы завалены валунами — эти «Потусторонние тоннели» соединяются с настоящим миром. Тоннели или катакомбы также описаны в рассказах: «Безымянный город», «Крысы в стенах», «Праздник» и «Модель для Пикмана».
В рассказе «Полярная звезда» описано Плато Ленг, где стоят дома без окон.
В рассказе «Ужас в Ред Хуке» старуха в тени шепчет девочке слова заклинания.
В рассказе «Неименуемое» старик призвал ночью на холме существо с рогами.
В рассказе «Ужас Данвича» упоминаются похожие элементы окружения: сгоревшая ферма, клочки выжженной земли, каменные круги друидов, пещеры, ущелье, Сторожевой холм.
В рассказе «Загадочный дом на туманном утёсе» жители Кингспорта называли холм как Страж, — аналогично Зелёный страж (англ. Green sentinels) в повести.
В рассказе «Гипнос» упоминаются комические сферы, эфир и «загадочный барьер».
В рассказе «Крысы в стенах» герой испытывает галлюцинации и попадает под воздействие сил Ньярлатхотепа.
В рассказе «Герберт Уэст — реаниматор» ученый оживлял мёртвых и изобрел раствор, который возволял голове жить отдельно от тела.
Пришельцы описаны в отдельной серии произведений Лавкрафта: «За стеной сна», «Из глубин мироздания», «Цвет из иных миров», «Шепчущий во тьме», «Хребты Безумия», «За гранью времён», «Врата серебряного ключа», «Вызов извне», «В стенах Эрикса», «Окно в мансарде», «Пришелец из космоса» и «Ночное братство».
Летающие существа описаны в произведениях: «Затаившийся Страх», «Крысы в стенах», «Неименуемое», «Праздник», «Зов Ктулху», «Модель для Пикмана», «Ужас Данвича» и «Сомнамбулический поиск неведомого Кадата».
«Недра Земли» и миры К'нян, Йотх, Н'кай описаны в повести «Курган».
«Недра Земли» и катакомбы упоминаются в произведениях: «Безымянный город», «Затаившийся страх», «Крысы в стенах», «Заброшенный дом», «Неименуемое», «Ужас в Ред Хуке» и «Случай Чарльза Декстера Варда».

## Экранизации
- Третья новелла фильма «Книга мёртвых» (англ. Necronomicon) представляет собой вольную интерпретацию рассказа.
- Историческое общество Г. Ф. Лавкрафта в 2011 году выпустило одноимённый фильм, полностью стилизованный под фильм ужасов 1930-х годов.
- Расследования Лавкрафта - 2-й сезон подкаста BBC Radio 4, вышедший в 2019 году.